# Kamel Yesli
Kamel Yesli, né le 24 avril 1989 à Fontenay-aux-Roses en France, est un footballeur franco-algérien, ex-joueur de la JS Kabylie.

## Biographie
Kamel Yesli joue de 10 à 18 ans au Paris Saint-Germain. Au centre de formation, il fait partie des meilleurs de sa génération mais 2 grosses blessures (fracture du métatarse du pied droit puis du pied gauche quelque temps après) le freinent dans sa progression.  
Il rebondit la saison suivante au Sainte-Geneviève Sports en CFA. Il y joue une saison durant laquelle le club est relégué en CFA 2. Il arrête alors le football pendant une saison avant de rejoindre en 2010 l'équipe réserve du Paris FC. Il fait ses débuts avec l'équipe première, en National, lors de l'année 2012. Il joue une quinzaine de matchs la saison suivante avant d'être transféré en 2013 chez la JS Kabylie en Algérie. Il atteint la finale de la Coupe d'Algérie en 2014 avec cette équipe et il fera partie de l'équipe type du championnat. 
En septembre 2014, il est convoqué par le sélectionneur de l'équipe d'Algérie, Christian Gourcuff, pour un stage.
Après avoir prolongé son contrat de deux ans avec la JSK, le club le pousse à résilier son contrat à peine cinq mois après avoir signé. Le club traverse une crise financière et Yesli faisait partie des plus gros salaires du club à ce moment-là. 
Après cet épisode, il décide de rentrer en France auprès de sa famille se ressourcer avant de trouver un point de chute au MO Bejaia la saison suivante. Il y signe un contrat de 2 ans et devient le plus gros salaire club, il devient vice champion d'Afrique (CAF) défaite contre le TP Mazembe. 
Le président de l'époque décide de quitter ses fonctions sans avoir payé les joueurs de l'équipe ce qui pousse Yesli et quelques coéquipiers à porter l'affaire devant la commission des litiges de la ligue de football professionnel afin de réclamer leurs salaires impayés. 
Il réussit avec son avocat à avoir gain de cause et le club est condamné à lui régler ces salaires ainsi que le préjudice.
En juin 2017, il décide mettre un terme à sa carrière à seulement 28 ans pour se consacrer à ses commerces ouverts durant sa jeune carrière.

## Palmarès
- Finale de la Coupe d'Algérie en 2014 avec la JS Kabylie

Équipe type du championnat 2013/2014
Vice champion d'Afrique 2016/2017